# Мелеагр (Софокл)
«Мелеагр» (др.-греч. Μελέαγρος) — трагедия древнегреческого драматурга V века до н. э. Софокла на тему этолийских мифов. Её текст практически полностью утрачен.
Главный герой пьесы — Мелеагр, сын калидонского царя Энея. Он возглавил охоту на чудовищного вепря и погиб во время конфликта из-за шкуры этого животного. Сохранился только один фрагмент текста трагедии на три строки, из-за чего неясно, какой из противоречащих друг другу вариантов мифа выбрал Софокл.
Позже трагедии с таким же названием написали Еврипид, Сосифонт, Антифан и Луций Акций.